# Sergej Menjajlo
Sergej Ivanovič Menjajlo (in russo Сергей Иванович Меняйло?; Alagir, 22 agosto 1960) è un ex ammiraglio e politico russo, capo della repubblica federale russa dell'Ossezia Settentrionale-Alania dal 2021.

## Biografia
Segej Menjajlo è nato ad Alagir, nell'allora RSSA Osseta, da padre russo, membro della marina militare, e madre osseta, insegnante delle elementari.
Si è formato alla Scuola navale superiore S. M. Kirov (1983), all'Accademia navale N. G. Kuznecov (1995) e all'Accademia militare dello Stato maggiore delle forze armate della Federazione Russa (2004).

## Carriera militare
Dal 1995 ha prestato servizio nella Flottiglia del Caspio come capo di Stato Maggiore della 106ª Brigata difesa costiera (Kaspijsk, Daghestan) e dal 1998 è stato comandante della 73ª Brigata difesa costiera (Astrachan').
Nel giugno 2004 è stato nominato capo di Stato Maggiore della base navale di Novorossijsk della flotta del Mar Nero, per poi diventarne comandante nel settembre 2005.
Nel 2007 venne promosso a vice ammiraglio.
Nell'agosto 2008 ha preso parte alla guerra in Georgia, dove ha guidato un distaccamento di navi della flotta del Mar Nero, trasferite da Novorossijsk all'Abcasia. Nel 2009 venne nominato vice comandante della flotta del Mar Nero, ruolo che ricoprì fino al 2011, anno del suo ritiro dall'esercito.

## Carriera politica
Nel 1990 è stato eletto deputato del popolo al Consiglio regionale di Murmansk.
Nel 2010 fu uno dei tre candidati del partito Russia Unita per il ruolo di capo della Repubblica dell'Ossezia Settentrionale.

### Governatore di Sebastopoli
Nel 2014, dopo l'annessione russa della penisola di Crimea, Menjajlo è stato nominato governatore ad interim di Sebastopoli.
Nell'ottobre 2014, è stato eletto governatore ufficiale di Sebastopoli. Il 28 luglio 2016 è stato sollevato dal suo incarico. 
Il 28 luglio 2016, è stato nominato delegato presidenziale per il circondario federale della Siberia, carica che ha ricoperto fino alla sua nomina a capo dell'Ossezia.

### Capo dell'Ossezia Settentrionale
Il 9 aprile 2021, il presidente russo Vladimir Putin ha nominato Menjajlo capo ad interim della Repubblica dell'Ossezia. Il 19 settembre, il parlamento dell'Ossezia del Nord lo ha eletto alla carica di capo della repubblica.
Nell'agosto 2022, Menjajlo ha annunciato la creazione di un'unità militare di volontari, il Battaglione "Alania", che avrebbe partecipato all'invasione russa dell'Ucraina. I canali telegram "NOG Iryston" e Baza hanno riferito che l'ex ammiraglio fosse nella regione di Zaporižžja. In tale occasione, un gruppo di sabotaggio e ricognizione ucraino avrebbe lanciato granate contro l'auto con Menjajlo passeggero, causandogli una commozione cerebrale. Il servizio governativo di stampa dell'Ossezia ha negato che Menjajlo fosse stato ferito.

## Vita privata
Menjajlo si è sposato con Irina Menjajlo nel 1987. La coppia ha due figli di cui uno militare e impegnato nell'invasione russa dell'Ucraina.

## Sanzioni
Nel giugno 2014 è stato incluso nell'elenco delle sanzioni degli Stati Uniti e del Regno Unito a causa di "azioni che hanno portato a una minaccia alla pace, alla sicurezza, alla stabilità, alla sovranità e all'integrità territoriale dell'Ucraina".
Nel 2020, l'Unione Europea ha imposto sanzioni a Menjajlo in relazione all'avvelenamento del politico di opposizione Aleksej Naval'nyj. Le sanzioni comprendono il divieto di ingresso nell'UE e il congelamento dei beni.